# Notre-Dame de Terre Sainte

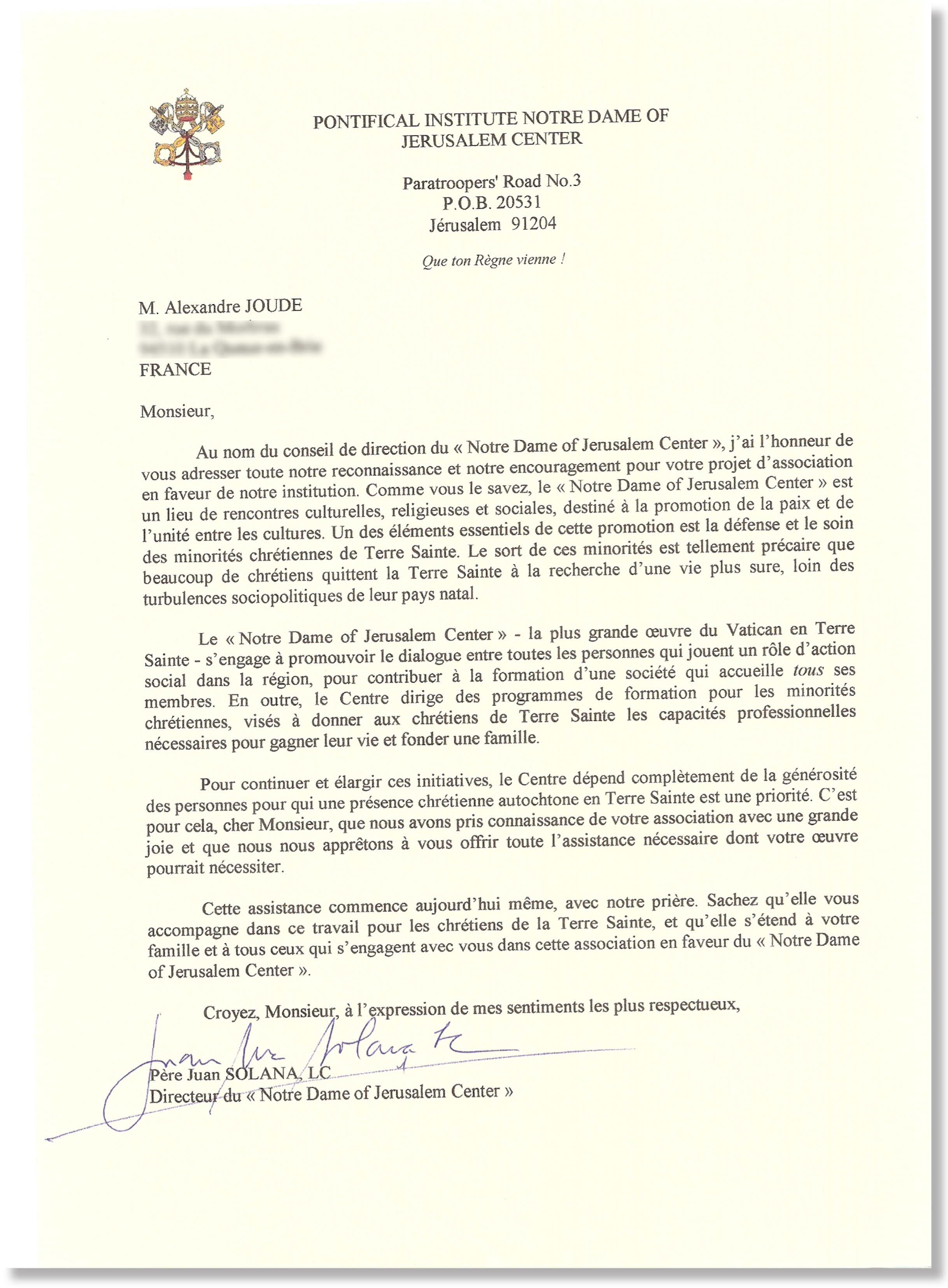

Notre-Dame de Terre Sainte est une organisation catholique à but non lucratif, fondée en 2009 par Alexandre Joude et Danny Joude.
La fondation promeut le dialogue culturel et inter-religieux, notamment par des échanges culturels et académiques. 
Elle préserve les lieux de culte anciens et modernes des religions juive, chrétienne et musulmane tout en soutenant économiquement, moralement et spirituellement la communauté chrétienne en Terre sainte.
Alexandre Joude soutient également le Magdala Center ainsi que l'Institut pontifical de Notre-Dame de Jérusalem.

## Projets

### Médaille Notre-Dame de Terre Sainte
À l'occasion d’un Dîner de Gala annuel à Rome, Notre-Dame de Terre Sainte honore le donateur de l´année avec la Médaille Notre Dame de Terre Sainte - Construire la foi dans la paix.

### Projet Germe de Paix
Germe de paix est un chantier qui propose de favoriser l’apprentissage d’une cohabitation féconde entre Juifs, Chrétiens, Musulmans, Israéliens, Palestiniens et non-croyants à travers un centre d’étude spirituel et scientifique pour les trois religions. Des stages d’apprentissage du "vivre ensemble" pour les jeunes sont organisés dans le village d'Abou Gosh. Cette petite agglomération rurale israélienne à majorité arabe est située dans le district de Jérusalem. Il s’agit de retrouver à travers le travail manuel et le travail de la terre le goût du "vivre ensemble".
L'association Notre-Dame de Terre Sainte soutient ce projet depuis un quart de siècle en organisant des séminaires, des temps de dialogue et d'échange dans le but d'instaurer un climat de confiance, travaillant à la paix et à la réconciliation entre les peuples de différentes religions.
Charles Rojzman, fondateur de la Thérapie Sociale, intervient lors des premiers stages à Abou Goch. Spécialiste de la psychothérapie du lien et de la résolution de problèmes par l'intelligence collective, il préconise une nouvelle éducation à la démocratie. 
Cette thérapie sociale s'élargit et s'applique dans tous les contextes, tous les milieux, partout où les gens n'arrivent pas à travailler ou vivre ensemble et doivent le faire : relation quotidienne, éducation à la vie démocratique, pédagogie. Elle met en avant le développement personnel de l'individu et le développement social afin de guérir de la violence.
La course effrénée de l'évolution scientifique et technologique transforme nos modes de vie et bouleverse nos repères spatio-temporels. Un sentiment de peur grandissant pousse l'homme à la violence et à l'intolérance. La première session de l'opération "Germe de Paix" est accueillie par la congrégation des sœurs de Saint-Joseph sur la colline voisine de Kiryat Yéarim. 
En lien avec les stages pratiques d’Abou Gosh, l'organisation catholique Notre-Dame de Terre Sainte a contribué à la mise en place d'un lieu d’étude et de recherches à Jérusalem. Ces séminaires sont centrés sur l'étude des sources scripturaires des trois religions monothéistes. La Bible, le Coran ainsi que les traditions mystiques sont ainsi étudiées. Hommes de foi et scientifiques y étudient l'interdépendance entre Science et Foi. Les découvertes scientifiques amènent à relire les textes sacrés en avançant dans les hypothèses.

### Magdala

#### Migdal de Magdala
L'organisation Notre-Dame de Terre Sainte participe au financement des recherches archéologiques dans la synagogue de Migdal de Magdala près du lac de Tibériade, à quelques kilomètres de Capharnaüm. Ces recherches ont conduit à l'exhumation de la plus ancienne reproduction de la ménorah retrouvée dans une synagogue. L'édifice de Midgal de Magdala remonte à la période du Second Temple de Jérusalem et fut probablement détruit à la fin de la révolte juive (66-70 ap. J.-C.) par les Romains. À ce jour, seules six autres synagogues datant de cette époque ont été retrouvées dans le monde.
L’excavation des vestiges de la synagogue et de la stèle a débuté le 27 juillet 2009, dirigée par les archéologues Dina Avshalom-Gorni et Arfan Najar, de l’Autorité des Antiquités d’Israël. Dans cette synagogue, juifs et premiers chrétiens vivaient et priaient probablement ensemble au début de l´ère chrétienne. Il n´est pas exclu que Jésus lui-même y ait enseigné. Aujourd’hui, les fouilles archéologiques produisent chaque jour plus de découvertes. Le lieu devient ainsi un lieu depèlerinage et de rencontre inter-religieuse.
Ces vestiges de la synagogue revêtent une signification biblique particulière. Magdala est considérée comme l'origine géographique du prénom donné à Marie-Madeleine dans le Nouveau Testament. Originaire de la petite ville, celle-ci aurait fréquenté également la synagogue, avec de nombreux témoins oculaires de la vie et de la prédication de Jésus. Aux environs de l'an 70, juifs et chrétiens créent chacun leurs propres lieux de culte. Avant la destruction du Temple de Jérusalem, les deux communautés partageaient souvent les synagogues comme celle de Magdala.

#### Magdala Center
Notre Dame de Terre Sainte participe en 2009 à la fondation du Magdala Center sur les lieux mêmes des vestiges de la synagogue. Le Pape Benoît XVI bénit la première pierre de ce centre communautaire le 11 mai de la même année lors de son pèlerinage en Terre Sainte. Le Magdalena Center a pour mission d'offrir aux pèlerins de Jérusalem et aux autochtones un centre d'accueil et d'information dans la zone nord d'Israël. L'accueil des pèlerins du monde entier se situe dans la continuité de la mission de l'Institut pontifical Notre-Dame de Jérusalem dont la responsabilité fut confiée à la congrégation religieuse des Légionnaires du Christ en 2004 par le Pape Jean-Paul II.
Le Magdala Center abrite une église et un hôtel pour accueillir les fidèles ainsi que deux centres d'information et de réflexion. Il a pour mission de favoriser le dialogue entre les différentes confessions chrétiennes présentes dans la région. Un centre multimédia devrait voir le jour afin de faire connaître l'histoire du lieu ainsi que d'illustrer la vie et le message de Jésus. Un second centre inspiré de Marie-Madeleine devrait également se développer et aura pour vocation de promouvoir la dignité de la femme.
L'activité du Magdala Center crée un impact économique et social dans la région de la Galilée. Près de 1100 emplois directs et indirects ont été créés, participant à l'essor de l'activité économique, à l'entente sociale et à la progression du processus de paix. 
Le Magdala Center présente un impact pastoral. La beauté et la richesse culturelle du site en font un lieu d'introspection et de réflexion apprécié des croyants et des non-croyants. Des dialogues spirituels sont animés par les prêtres avec l'aide d'autres laïcs. Dans la chapelle œcuménique est également proposé le sacrement de la réconciliation.
Des rénovations spirituelles sont également proposées aux évêques, prêtres, séminaristes, religieux et laïcs. Il est possible de suivre des programmes de formation, des exercices et des retraites spirituelles.
Les jeunes peuvent participer à des programmes spécifiques autour du lac de Tibériade.
Le Magdalena Center se situe au carrefour des cultures antiques, là où le peuple juif s'est construit et où les premiers fidèles de l'Église ont commencé à se réunir.
L'ouverture au public des anciennes ruines de Magdala est en projet. Il est primordial de préserver la beauté naturelle et le caractère sacré de cet important site historique.

### École Main dans la Main
Fondée par l'organisation Yad b'Yad, ce réseau d'écoles mixtes signifie "main dans la main". Ces établissements scolaires sont situés à Jérusalem entre le quartier juif de Patt et le quartier arabe de Beit Safafa. D'autres établissements ont ouvert dans la région de Wadi Ara et Haïfa. 
Ces écoles de Paix promeuvent la coexistence entre les différentes communautés arabe, chrétienne, musulmane, arménienne, juive laïque et juives traditionnelle . Dans chaque classe sont enseignées conjointement les deux langues, arabe et hébreu, dans le respect de chacune des communautés. La parité est respectée entre les enseignants, la direction des établissements est bicéphale.
La mission de cette organisation est d'apprendre à vivre ensemble et à développer les relations extrascolaires. Toutes les fêtes religieuses sont célébrées et les Livres des trois religions monothéistes sont enseignés.
L'objectif de ces formations est de permettre aux enfants de chaque communauté de découvrir la culture et l'histoire des autres, tout en acquérant une solide connaissance de leur propre identité religieuse et culturelle.

### Hôpital Saint-Louis
Fondé il y a plus de 150 ans à Jérusalem par le consulat français, l´hôpital Saint-Louis accueille indifféremment Israéliens et Palestiniens. La fondation Notre-Dame de Terre Sainte soutient son engagement car iI constitue un véritable îlot où les communautés peuvent se rencontrer. Situé à la frontière entre Jérusalem est et Jérusalem ouest, il fait face à la vieille ville. La directrice de cet hôpital unique, Sœur Monika Dullmann, s'est engagée à créer une activité pastorale et à développer ce projet pilote dans cet Hôpital Français.
Spécialisé depuis le début des années 1950 dans le traitement du cancer et depuis les années 1970 dans les soins palliatifs, l'hôpital accueille des malades atteints de cancers, maladies cérébrales ou étant en fin de vie. Il reçoit en 2007 le Mount Zion Award pour la Paix saluant l'œuvre de réconciliation de l'établissement. Cette distinction récompense les initiatives favorisant le dialogue entre juifs, musulmans et chrétiens en Terre Sainte. Il est décerné par l'Institut pour la Recherche judéo-chrétienne de l'Université de Lucerne.
Sœur Monika fut décorée de la Légion d'Honneur en Allemagne par le président Horst Köhler le 5 octobre 2009.